# St. Bartholomäus (Brodswinden)

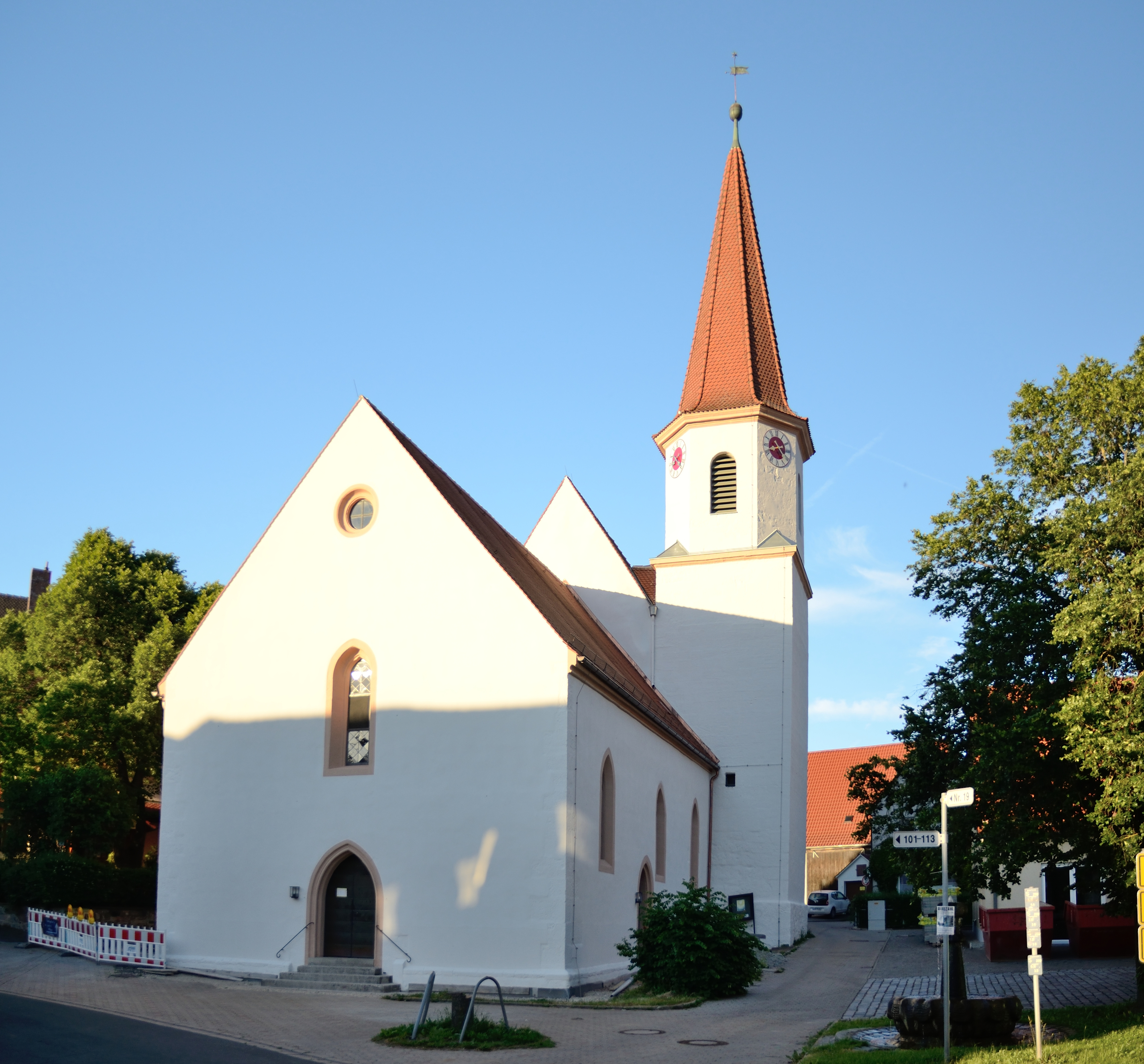
St.-Bartholomäus-Kirche, Westseite

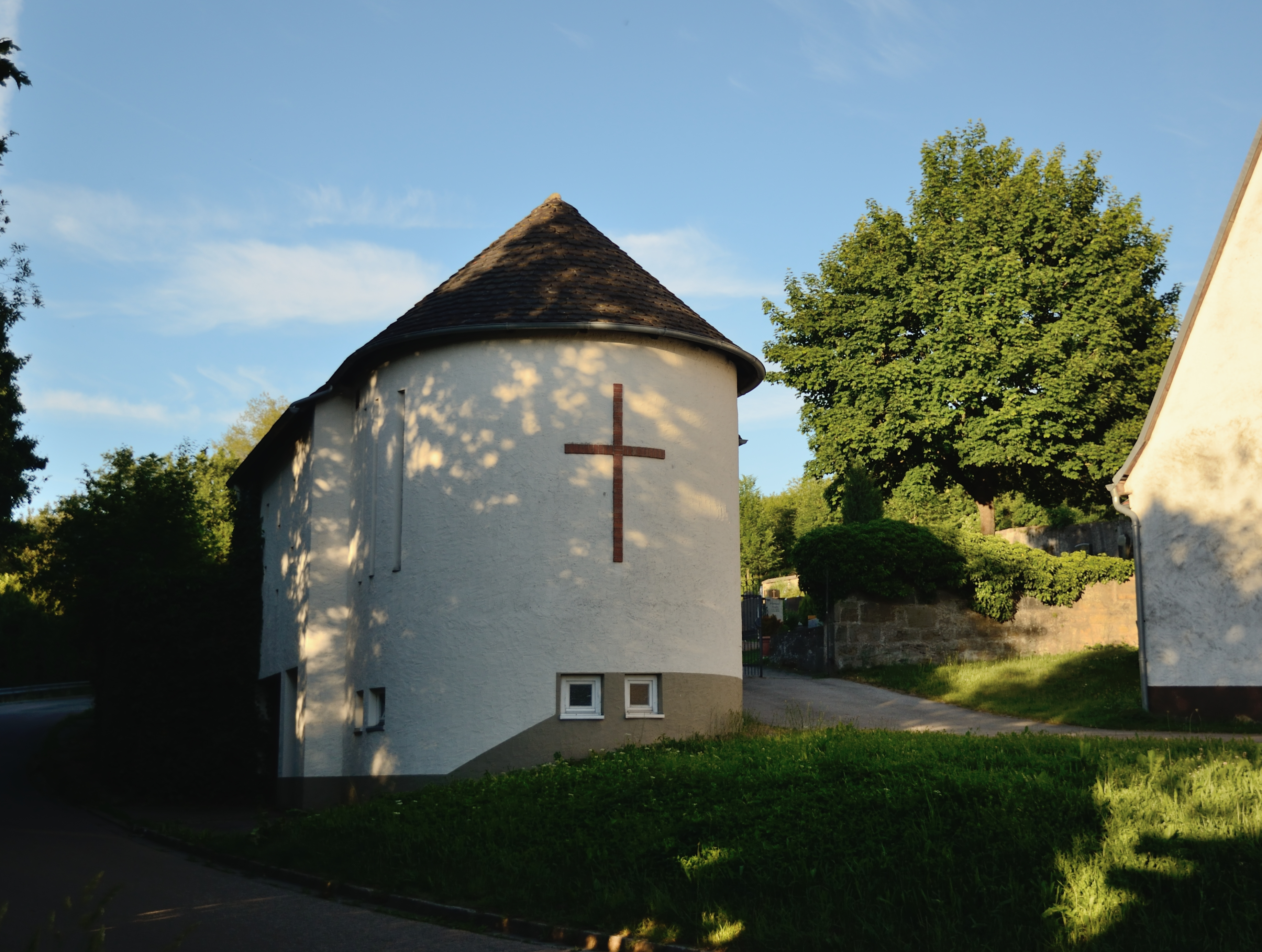
Aussegnungshalle

St. Bartholomäus ist eine nach dem Apostel Bartholomäus benannte evangelisch-lutherische Kirche in Brodswinden (Dekanat Ansbach).

## Kirchengemeinde
Die erste Kapelle wurde im 12. Jahrhundert auf dem sogenannten Wendelsbuck erbaut und war dem heiligen Wendelin geweiht. Das Patronat hatte der Propst des St. Gumbertusstiftes inne. In der ersten Hälfte des 15. Jahrhunderts wurde eine dem heiligen Sixtus II. geweihte Kirche in der Ortsmitte errichtet. Die Kirchengemeinde war zu dieser Zeit eine Filiale von St. Alban (Sachsen bei Ansbach). 1467 stiftete Markgraf Albrecht Achilles in St. Sixtus eine heilige Messe, die durch einen eigenen Kaplan versehen wurde. Dadurch wurde Brodswinden zur Pfarrei erhoben, jedoch mit eingeschränkten Rechten: Hochfeste durften in der Kirche nicht abgehalten, die Beichte nicht abgenommen, Trauungen und Taufen nicht gehalten werden. Ferner wurden die Toten in Sachsen begraben und der Sachsener Pfarrer hatte Ansprüche auf bestimmte Einkünfte.
Mit dem Einzug der Reformation im Jahr 1528 fielen diese Sonderrechte weg mit Ausnahme der Beerdigung der Toten, die bis 1611 noch in Sachsen begraben wurden. Es wurde auch das Patrozinium auf den Apostel Bartholomäus geändert. Die Kirchenhoheit nach der Reformation hatte das Fürstentum Ansbach inne, die Kirchengemeinde wurde dem neu geschaffenen Dekanat Leutershausen zugeteilt.
Von 1635 bis 1658 mussten die Kirchengemeinden St. Alban, St. Bartholomäus und St. Lambertus (Eyb) wegen des Bevölkerungsverlustes durch den Dreißigjährigen Krieg verbunden werden. 1658 erlangte St. Alban wieder die Selbstständigkeit, 1668 schließlich St. Bartholomäus.
Finanziert wurde die Pfarrei durch das Kirchenstiftungsvermögen (Kirche, Friedhof, Schulhaus), dem Pfarrpfründestiftungsvermögen (Pfarrhaus, Wertpapiere, Grundstücke, Rechte), einer Armenstiftung, der Lierhammer’schen Konfirmandenstiftung, der Schulstiftung und der Gottesackerkasse.
Um 1800 waren folgende Orte nach St. Bartholomäus eingepfarrt: Burgoberbach, Claffheim, Gösseldorf, Höfstetten, Hohe Fichte, Neuses, Silbermühle, Wallersdorf, Winterschneidbach, Wolfartswinden. Anfang der 1990er Jahre hatte sie 1400 Gemeindeglieder. Seit 1810 gehört St. Bartholomäus zum Dekanat Ansbach. Seit 1812 gehört Neuses nicht mehr zur Kirchengemeinde und seit 1995 Burgoberbach. Beide Orte wurden in die Pfarrei Sommersdorf umgepfarrt. Die angestrebte Umpfarrung von Ratzenwinden nach St. Bartholomäus scheiterte 1846 endgültig.

## Kirchengebäude
Der älteste Teil der Kirche ist der gotische Chor im Osten mit 5/8-Schluss und drei Spitzbogenfenstern, der 1442 abgeschlossen werden konnte. In diesem wurden auch Steine der ehemaligen Wendelinskapelle verbaut. Die Innenmaße des Chorraums betragen 10 Meter in der Länge, 7 Meter in der Breite und 10,70 Meter in der Höhe. 1556 folgte der Saalbau im Westen aus verputztem Bruchstein mit Eckquadern, der 1567/77 abgeschlossen werden konnte. Die Innenmaße des Saales betragen 25 Meter in der Länge, 10 Meter in der Breite und 6,70 in der Höhe. Er ist im Westen und im Süden durch ein Spitzbogenportal zugänglich. An der Westseite gibt es auch ein Spitzbogenfenster, an der Südseite drei Spitzbogenfenster. Der Kirchturm wurde erst 1718 aus Sandsteinquadern an der Südseite des Chores angebaut. Der Mauerkranz ist rechteckig (3,2 × 5,6 m), das Glockengeschoss oktogonal mit rundbogigen Schallöffnungen. Abgeschlossen wird er durch ein spitzes achtseitiges Pyramidendach. Er hat eine Gesamthöhe von 35 Metern.
Der einschiffige Saal ist durch eine Holzdecke flach abgeschlossen, an der Ostseite durch einen Spitzbogen mit dem Chorraum verbunden. Im Chor steht ein Hochaltar aus Holz aus dem Jahr 1876 mit fränkischen Holzkruzifix, wohl um 1500 entstanden. Es gibt hier auch eine Orgelempore. Die Kanzel befindet sich an der Südseite des Chorbogens. Die Kirche wurde 1991/92 und 2016/17 renoviert.

## Pfarrer
- 1534–0000 Johann Mayr
- 1651–0000 Johann Georg Kehrer
- 1668–1710 Georg Müller
- 1733–1740 Johann Philipp Engelhard
- 1740–0000 Johann Leonhard Kepner
- 1788–1789 Georg Paul Seger
- 1789–1822 Johann Christian Müller
- 1889–1901 Johann Heinrich Friedrich Fuchs
- 1901–1914 Johann Friedrich Hölzlein
- 1914–1934 Karl Heinrich Bomhard
- 1935–1939 Erich Lederer
- 1939–1946 Johannes Götz
- 1946–1959 Georg Weidt
- 1959–1971 Erich Medicus
- 1971–1991 Wilhelm Distler
- 1991–0000 Hermann Hanf
- 2000–2010 Matthias Ewelt
- 2010–2022 Rainer Grimm
- 2023–0000 Sebastian Schiling und Roswitha Schiling